# Sistema (física)
Em física, um sistema, originalmente chamado uma substância de trabalho, é definido como a parte do universo que está sob consideração. Qualquer ente ou conjunto de entes sob enfoque define um sistema. Uma fronteira hipotética ou real sempre separa o sistema do resto do universo, resto que integra o que se designa usualmente por ambiente, vizinhança ou em determinados casos - em função das restrições que impõe ao sistema - por reservatório, a exemplo reservatório térmico, reservatório mecânico, etc. 

## Definição

Sistema, fronteira e entorno

Define-se um sistema definindo-se a fronteira e a matéria e energia por essa encerrados. Por exemplo, uma câmara de explosão delimitada pela camisa, pelo cabeçote  e pelo pistão em um motor de combustão interna, encerrando no interior uma mistura explosiva de ar e combustível, define, durante a etapa de compressão e detonação, um sistema fechado. Durante a admissão e exaustão tem-se um sistema aberto. Uma solução em um tubo de ensaio exposta à atmosfera define um sistema aberto; o café quente no interior de uma garrafa térmica fechada aproxima-se do que se denomina por sistema isolado; a membrana plasmática encerrando o núcleo, o citoplasma e as demais organelas define uma sistema semipermeável denominado célula, sistema esse o bloco construtor de qualquer  organismo vivo, que igualmente pode ser encarado como sendo outro sistema. Um circuito elétrico, um planeta, um filtro de água, etc.; todos constituem possíveis sistemas.
Geralmente,
E total sistema = E interna + E mecânica

## Sistema mecânico
Um sistema mecânico é um sistema em que  as variações da energia interna não são tidas em conta.
Se afirmarmos que:
E total sistema = E interna + E mecânica
Isto é:
E total sistema = (E cinética (partículas do corpo) + E potencial (partículas do corpo))+ (E cinética + E potencial)
Num sistema mecânico, a E interna é constante, portanto, desprezável.
Daí vem que:
E total sistema = E mecânica
Ou seja:
E total sistema = E cinética + E potencial

## Sistema termodinâmico
Um sistema termodinâmico em particular é um sistema constituído por um número de elementos - em essência partículas microscópicas - grande o suficiente para que o comportamento macroscópico do sistema, uma vez atingido o seu equilíbrio termodinâmico, mostre-se no âmbito de sua dimensão física para todos os efeitos análogo ao que seria esperado para a correspondente parte de um segundo sistema com densidades de matéria e energia similares ao primeiro contudo escalado de forma a conter infinitas partículas. Mesmo que o equilíbrio termodinâmico ainda não tenha sido atingido, encontrando-se presente o número suficiente de partículas imposto pela condição anterior, tal sistema classifica-se como termodinâmico. Estabelecendo-se as propriedades individuais das diversas partículas que os compõem bem como as regras de interação entre tais partículas, e levando-se o termo N que representa o número de partículas do sistema no limite ao infinito nas equações físicas descritivas estabelecidas, o comportamento macroscópico dos sistemas quando em seus equilíbrios termodinâmicos encontram-se, mediante tal definição, matematicamente determinados: uma equação fundamental relacionando as grandezas macroscópicas pertinentes é algebricamente estabelecida.
Em um sistema termodinâmico já em seu equilíbrio termodinâmico o comportamento microscópico ou condições momentâneas de uma única partícula não são, em princípio, em nada relevantes ao comportamento das variáveis macroscópico atreladas ao sistema como um todo, mesmo que suas propriedades físicas individuais tenham se mostrado relevantes e certamente determinantes para se estabelecerem o raciocínio e o as inter-relações  que levaram à determinação teórica e física de tais grandezas macroscópicas, adequadamente nomeadas grandezas termodinâmicas. O sistema formado por dois ou três átomos não caracteriza-se como um sistema termodinâmico pois a adição ou remoção de apenas uma partícula altera em muito o comportamento global do sistema, contudo os sólidos tangíveis, formados por mols dessas entidades fundamentais, são excelentes exemplos de sistemas termodinâmicos. Não se precisa contudo de um número tão grande de átomos: embora haja algum debate, alguns autores argumentam que aglomerados contendo centenas de átomos cada já exibem o comportamento necessário para serem classificados como sistemas termodinâmicos.
A distinção entre sistemas termodinâmicos e não termodinâmicos faz-se por uma mera questão de dimensões. Os sistemas termodinâmicos são analisados via grandezas físicas definidas e mensuradas em escala estritamente coletiva, de forma específica em escala macroscópica (as grandezas termodinâmicas). Embora tais grandezas guardem certamente íntima relação com grandezas físicas definidas para cada constituinte microscópico do sistema, apenas aquelas e não estas se mostram relevantes à compreensão do sistema quando em escala humanamente tangível.
Destacando-se o estudo dos processos termodinâmicos, quando medidas com o sistema em seu equilíbrio termodinâmico - e algumas só são definidas nesse caso -  as grandezas físicas termodinâmicas aplicáveis são também denominadas variáveis de estado; e o estado do sistema é então definido por um conjunto específico e interdependente de valores dessas variáveis. A interdependência geralmente é expressa por meio de equações de estados.
Abaixo tem-se uma tabela com as principais grandezas físicas termodinâmicas e as respectivas grandezas físicas microscópicas com as quais guardam íntima relação.
| Grandeza termodinâmica      | Grandeza microscópica        | Relação por      |
| --------------------------- | ---------------------------- | ---------------- |
| Pressão                     | quantidade de movimento      | média quadrática |
| Volume                      | caminho livre médio          | somatório        |
| Temperatura                 | energia cinética             | média            |
| Energia térmica             | energia cinética             | somatório        |
| Energia química             | energia potencial (elétrica) | somatório        |
| Energia interna             | energia mecânica             | somatório        |
| Entropia                    | no de microestados           | logaritmo        |
| Magnetização                | momento de dipolo magnético  | densidade média  |
| Momento de dipolo magnético | momento de dipolo magnético  | soma vetorial    |

### Grandezas intensivas e extensivas
As grandezas termodinâmicas que se mostram proporcionais à escala do sistema termodinâmico, ou seja, ao número de partículas e por conseguinte à massa, são ditas grandezas extensivas. Exemplos são o volume, a energia interna e a entropia. As grandezas termodinâmicas que mostram-se invariantes à escala do sistema termodinâmico são nomeadas grandezas intensivas. Exemplos são a pressão, a densidade e a temperatura.
Unindo-se dois sistemas termodinâmicos idênticos a fim de se formar um sistema único em escala duas vezes maior, todas as grandezas termodinâmicas extensivas, a exemplo o volume e a entropia, terão seus respectivos valores dobrados no novo sistema termodinâmico estabelecido. Já os valores das respectivas grandezas intensivas no novo sistema, a exemplo a pressão e a temperatura, serão idênticos aos respectivos valores antes inferidos em cada um dos dois sistemas gêmeos iniciais.
Para cada grandeza termodinâmica extensiva há uma grandeza termodinâmica intensiva conjugada. A grandeza conjugada do volume é a pressão; da entropia é a temperatura; do número de partículas é o potencial químico, e assim por diante.

## Sistema complexo
É em simultâneo mecânico e termodinâmico.

## Classificação

Sistema aberto, realiza trocas com seu entorno

Uma classificação útil dos sistemas é baseada na natureza e propriedades das suas respectivas fronteiras no que atrela-se às entidades físicas que "fluem" através dele, a exemplo matéria, energia, trabalho, calor e entropia. 
Abaixo tem-se um quadro com as respectivas designações do sistema em função das propriedades da fronteira que o delimita.
| Sistemas           | Matéria | Energia | Calor | Trabalho | Entropia | Volume |
| ------------------ | ------- | ------- | ----- | -------- | -------- | ------ |
| Sistema aberto     | Sim     | Sim     | Sim   | Sim      | Sim      | Sim    |
| Sistema fechado    | Não     | Sim     | Sim   | Sim      | Sim      | Sim    |
| Sistema isolado    | Não     | Não     | Não   | Não      | Não      | Não    |
| Sistema adiabático | Não     | Sim     | Não   | Sim      | Não      | Sim    |
| Sistema isocórico  | Não     | Sim     | Sim   | Não      | Sim      | Não    |